# Jodia luridago
Jodia luridago är en fjärilsart som beskrevs av Franz Dannehl 1926. Jodia luridago ingår i släktet Jodia och familjen nattflyn. Inga underarter finns listade i Catalogue of Life.